# Aichwald
Aichwald település Németországban, azon belül Baden-Württembergben. Lakosainak száma 7637 fő (2023. december 31.).

## Népesség
A település népessége az elmúlt években az alábbi módon változott:
| Lakosok száma | 6125 | 7392 | 7537 | 7559 | 7595 | 7611 | 7637 |
|               | 1975 | 2014 | 2017 | 2019 | 2021 | 2022 | 2023 |

| Év   | Lakosság |
| ---- | -------- |
| 1871 | 1.237    |
| 1880 | 1.296    |
| 1890 | 1.198    |
| 1900 | 1.211    |
| 1910 | 1.175    |
| 1925 | 1.153    |
| 1933 | 1.268    |
| 1939 | 1.294    |

| Év   | Lakosság |
| ---- | -------- |
| 1950 | 1.847    |
| 1961 | 2.666    |
| 1970 | 4.212    |
| 1975 | 6.125    |
| 1980 | 7.657    |
| 1985 | 7.714    |
| 1990 | 8.122    |
| 1995 | 7.976    |

| Év   | Lakosság |
| ---- | -------- |
| 2000 | 7.766    |
| 2005 | 7.744    |
| 2010 | 7.558    |
| 2011 | 7.491    |